# Anke de Mondt
Anke de Mondt (* 13. September 1979 in Antwerpen) ist eine belgische Basketballspielerin.
Die 1,80 m große Guard war von 1999 bis 2001 in ihrem Heimatland aktiv für den BBC Boom. Danach wechselte sie für zwei Jahre nach Frankreich zu Villeneuve-d’Ascq. Seit 2003 spielt sie in Spanien, zunächst für Las Palmas, anschließend für Extrugasa Vilagarcia und Arranz-Josipa Burgos und aktuell für Perfumerias Salamanca.
Anke de Mondt belegte mit der belgischen Nationalmannschaft den siebten Platz bei der Europameisterschaft 2007 in Italien.
| Personendaten    | Personendaten                 |
| ---------------- | ----------------------------- |
| NAME             | Mondt, Anke de                |
| KURZBESCHREIBUNG | belgische Basketballspielerin |
| GEBURTSDATUM     | 13. September 1979            |
| GEBURTSORT       | Antwerpen                     |